# Ausgerechnet Weltmeister
Ausgerechnet Weltmeister (Originaltitel: The Milky Way) ist eine US-amerikanische Slapstickkomödie aus dem Jahre 1936 mit Harold Lloyd in der Hauptrolle. Sie beruht auf dem gleichnamigen Stück The Milky Way von Lynn Root und Harry Clork.

## Handlung
Der Milchmann Burleigh Sullivan ist der Inbegriff eines lieben, netten und schüchternen Menschen, der niemandem etwas zu Leide tun kann. Als eines Abends seine Schwester Mae von zwei betrunkenen Grobianen auf der Straße belästigt wird, greift er ein und stellt sich vor Mae. Daraufhin wenden sich die fiesen Kerle ihm zu und wollen Burleigh ganz offensichtlich in die Mangel nehmen. Mae saust sofort davon, um Hilfe zu holen, da sie nicht ganz zu Unrecht vermutet, dass Burleigh gleich fürchterliche Prügel einstecken wird. Als Mae zurückkehrt, kommt sie aus dem Staunen nicht heraus: Beide bullige Typen liegen niedergestreckt auf dem Bürgersteig – bewusstlos. Sie wähnt ihren Bruder als Meisterboxer; wie kann sie ahnen, dass dieser sich nur im richtigen Moment geduckt hat und sich die beiden Typen – der eine heißt Speed MacFarland und ist Weltmeister im Mittelgewicht, der andere ist sein Sparringspartner Spider Schultz – gegenseitig niedergestreckt haben.
Am nächsten Tag ziert Burleighs Konterfei sämtliche Titelseiten von New Yorks Tageszeitungen; man feiert den jungen Mann als die Entdeckung für den Boxsport. Vor allem der schlitzohrige Boxpromoter und Manager von McFarland, Gabby Sloan, wird hellhörig, wittert er doch sofort das große Geschäft. Um Burleigh in Zukunft gewinnbringend vermarkten zu können, muss Sloan jedoch erst einmal herausbekommen, wie es zu diesem schmachvollen nächtlichen Knockout seiner beiden besten „Pferde im Stall“ kommen konnte. McFarland und Schultz können sich angesichts ihres damaligen Alkoholpegels nämlich an nichts mehr erinnern. Rasch muss der ausgefuchste Sloan konstatieren, dass Burleigh als Boxer eine echte Niete ist, nur eines kann er ganz ausgezeichnet: sich im richtigen Moment wegducken. Gabby wird schnell klar, dass Burleigh einzig diesem „Können“ seinen Sieg über McFarland und Schultz zu verdanken hat.
Unmittelbar vor einem rasch anberaumten Meeting vor der lokalen Presse kommt es zu einem erneuten K.-o.-Schlag MacFarlands durch Schultz, so dass man ein weiteres Mal Burleigh für einen meisterlichen Boxer hält. Der schüchterne Milchmann sonnt sich in dem medialen Ruhm und lässt die Öffentlichkeit im Irrglauben, dass er ein „Killer“ unter den Boxern sei. Sloan, der seinen Star MacFarland nicht länger als Glaskinn verspottet sehen will, überredet Burleigh, für eine ordentliche Geldsumme im Ring gegen McFarland offiziell anzutreten. Der hinterlistige Sloan glaubt sich sicher, dass sein Champion den Milchbubi nach allen Regeln der Kunst zerlegen wird. Burleigh solle insgesamt sechs Kämpfe durchstehen, um sich in der Branche erst einmal einen Namen zu verschaffen, und dann schließlich seine Karriere gegen MacFarland beenden, der, davon geht Gabby selbstverständlich aus, in null Komma nichts Burleigh auf die Bretter schicken wird.
Burleigh schlägt ein. Während die Vorbereitungen voranschreiten, hat es zwischen MacFarland und Mae mächtig gefunkt. Auch Burleigh hat eine junge Dame, die ihm gut gefällt, näher kennen gelernt. Es ist seine hilfsbereite Nachbarin Polly Pringle. Sloan und seine beiden Profiboxer bemerken im Lauf der Zeit, in der sie Burleigh zu einem ernstzunehmenden Boxer aufbauen wollen, dass dies bei diesem schlaksigen, dürren Milchmann leichter gesagt als getan ist. Sloan beginnt, die Kämpfe zu türken und Burleighs „Siege“ zu erkaufen, um dem Milchmann erst einmal einen Namen in der Boxbranche zu verschaffen. Erst dann, so sein Hintergedanke, könne er den Milchbubi im Kampf gegen McFarland ebenso schmachvoll wie profitträchtig untergehen lassen. Burleigh, der Sloans schmutzige Strippenziehereien hinter den Kulissen nicht sofort durchschaut, glaubt allmählich tatsächlich, dass er ein begnadeter Boxer sein müsse, so wie er seine bisherigen Gegner zu Boden geschlagen hatte. Erst spät erkennt er, dass all seine Fights geschmiert wurden. Nun will Sullivan es erst recht allen zeigen, als der finale Kampf gegen MacFarland ansteht. Burleigh hat in den vergangenen Wochen viel gelernt, und mit seiner einzigartigen Mischung aus Schlauheit, Raffinesse und klugen Ausweichmanövern kann er schließlich auch diesen Gegner bezwingen und wird zum größten Erstaunen aller Weltmeister im Mittelgewicht.

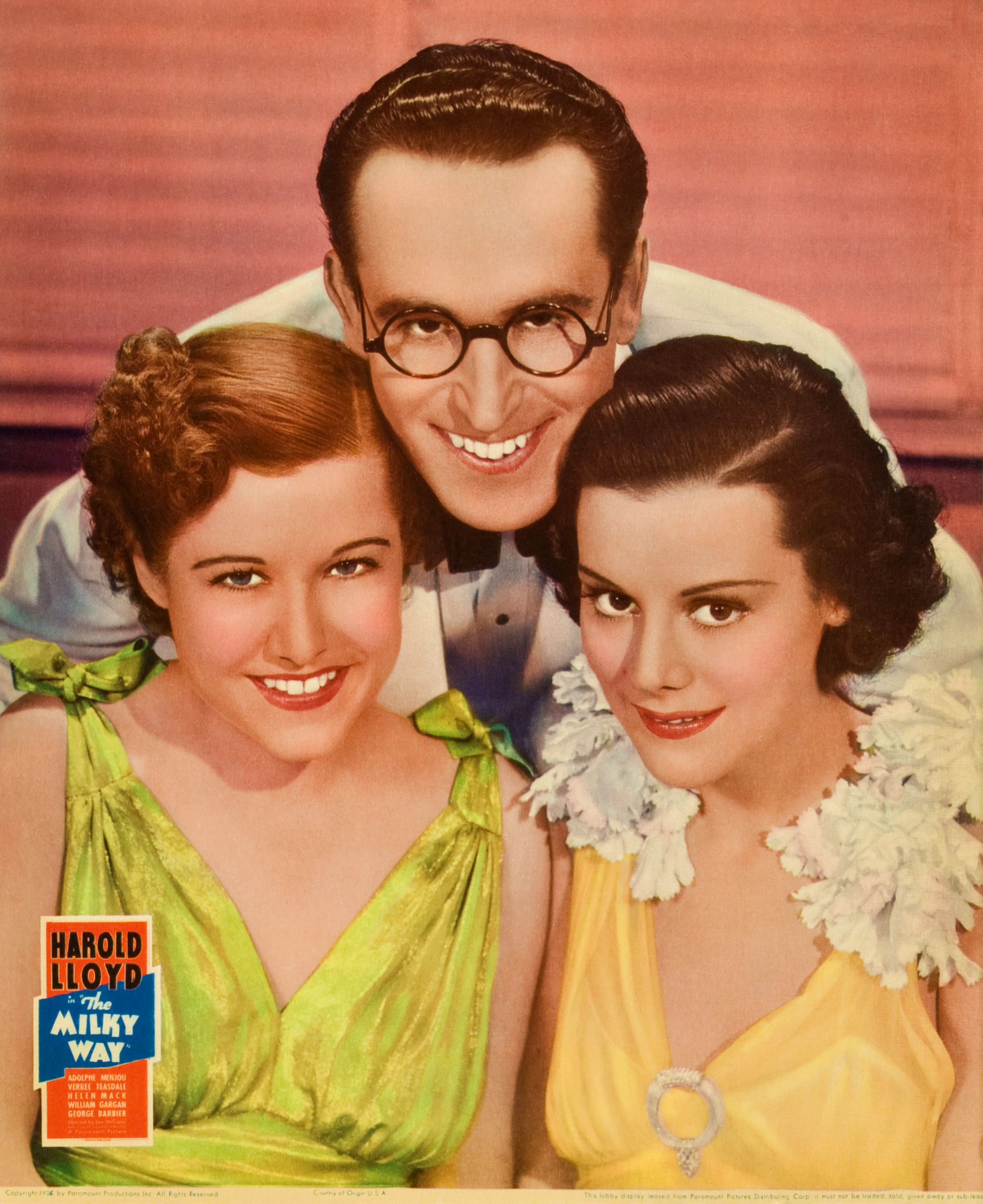
Werbefoto zum Film: Dorothy Wilson, Harold Lloyd und Helen Mack

## Produktionsnotizen
Ausgerechnet Weltmeister entstand ab dem 22. Juli 1935 in Hollywood und kostete etwa 1.032.000 US-Dollar. Der Film lief am 7. Februar 1936 in den amerikanischen Kinos an und spielte etwa 1.170.000 US-Dollar in den USA ein. In Deutschland konnte man den Film ab dem 19. Mai 1936 sehen. Nahezu zeitgleich lief der Film in Österreich unter dem Titel Die Milchstraße an. Mit den Auslandseinnahmen kann Ausgerechnet Weltmeister damit als ordentlicher Kassenerfolg bezeichnet werden. Die Bühnenvorlage lief ab dem 8. Mai 1934 bis zum Juli desselben Jahres 63 Vorstellungen lang am Broadway in New York.
Aufgrund von Erkrankungen des Regisseurs Leo McCarey, der stationär behandelt werden musste, und den Darstellern der tragenden Nebenrollen Adolphe Menjou und Verree Teasdale (beide waren miteinander verheiratet) mussten die Dreharbeiten mehrfach unterbrochen werden. Der damals 20-jährige Anthony Quinn gab hier mit einer winzigen Rolle als Boxkampfzuschauer seinen Einstand als Filmschauspieler. Lionel Stander, hier in einer seiner ersten Filmrollen zu sehen, spielte mit dem raubauzigen und handfesten Bodyguard und Sparringspartner Spider Schultz bereits eine für sein späteres Rollenfach nicht untypische Rolle.
Die Bauten schufen Hans Dreier und Bernard Herzbrun, Wally Westmore war Maskenbildner.
Ursprünglich sollten Jack Oakie und Edward Everett Horton die Hauptrollen übernehmen.
Exakt zehn Jahre später wurde derselbe Stoff als Der Held des Tages (The Kid from Brooklyn) im Auftrag von Samuel Goldwyn mit Danny Kaye neu verfilmt. Ein weiteres Remake kam 2004 unter dem Titel Calcium Kid in die Kinos.

## Kritiken
„Schön, dass eine Harold Lloyd-Komödie aus den guten, alten Zeiten wieder in der Stadt ist, und nur aus diesem Grunde haben wir uns darauf vorbereitet, ‚The Milky Way‘ willkommen zu heißen… Aber der neue Paramount-Film ist einiges mehr als das. Es scheint so, als handele es sich um einen ausgewogenen Film, der sehr viel mehr seinen Witz aus den Dialogen als aus den Slapstickeinlagen zieht und die Aufmerksamkeit in gleichem Maße auf Mr. Lloyd und den anderen Mitgliedern der ausgezeichneten Besetzung verteilt. Wir erwarteten eine one-man show; ‚The Milky Way‘ liegt näher bei einem Affenzirkus.“

Paimann’s Filmlisten resümierte: „Wenig neue Ideen und viel alterprobte Gags für Lloyd, der dem Ganzen seinen persönlichen Charme leiht und sympathische Gegenspieler hat. Der Regie fehlt es in der ersten Hälfte oft an Tempo, bis die abschließenden Ereignisse die Handlung hochreißen.“

„‚Ausgerechnet Weltmeister‘, gilt als letzte weitestgehend gelungene Komödie des einstigen Stummfilmkomikers.“

Der Movie & Video Guide schrieb: „Nichtssagender aber unterhaltsamer Film ist einer von Harold Lloyds besten Tonfilmen“.
Halliwell‘s Film Guide charakterisierte den Film wie folgt: „Schlichte Harold-Lloyd-Komödie gegen Ende seiner Karriere“.

„Man ist mehr als je zuvor über das Glück dieses jungenhaften Mannes erstaunt, dessen größtes Talent es ist, überhaupt nicht zu schauspielern, einfach nichts zu tun, nur eine leere Wand zu sein, auf dem Andere ihre Ideen kritzeln können.“